# French Open 2015
Die 114. French Open waren ein Grand-Slam-Tennisturnier, welches vom 24. Mai bis zum 7. Juni 2015 in Paris im Stade Roland Garros stattfand.
Titelverteidiger im Einzel waren Rafael Nadal bei den Herren sowie Marija Scharapowa bei den Damen. Im Herrendoppel waren dies Julien Benneteau und Édouard Roger-Vasselin, im Damendoppel Hsieh Su-wei und Peng Shuai und im Mixed Anna-Lena Grönefeld und Jean-Julien Rojer.

## Herreneinzel
Setzliste
| Nr. | Spieler            | Erreichte Runde |
| --- | ------------------ | --------------- |
| 01. | Novak Đoković      | Finale          |
| 02. | Roger Federer      | Viertelfinale   |
| 03. | Andy Murray        | Halbfinale      |
| 04. | Tomáš Berdych      | Achtelfinale    |
| 05. | Kei Nishikori      | Viertelfinale   |
| 06. | Rafael Nadal       | Viertelfinale   |
| 07. | David Ferrer       | Viertelfinale   |
| 08. | Stan Wawrinka      | Sieg            |
| 09. | Marin Čilić        | Achtelfinale    |
| 10. | Grigor Dimitrow    | 1. Runde        |
| 11. | Feliciano López    | 1. Runde        |
| 12. | Gilles Simon       | Achtelfinale    |
| 13. | Gaël Monfils       | Achtelfinale    |
| 14. | Jo-Wilfried Tsonga | Halbfinale      |
| 15. | Kevin Anderson     | 3. Runde        |
| 16. | John Isner         | 2. Runde        |

| Nr. | Spieler                | Erreichte Runde |
| --- | ---------------------- | --------------- |
| 17. | David Goffin           | 3. Runde        |
| 18. | Tommy Robredo          | 2. Runde        |
| 19. | Roberto Bautista Agut  | 2. Runde        |
| 20. | Richard Gasquet        | Achtelfinale    |
| 21. | Pablo Cuevas           | 3. Runde        |
| 22. | Philipp Kohlschreiber  | 2. Runde        |
| 23. | Leonardo Mayer         | 3. Runde        |
| 24. | Ernests Gulbis         | 2. Runde        |
| 25. | Ivo Karlović           | 1. Runde        |
| 26. | Guillermo García López | 1. Runde        |
| 27. | Bernard Tomic          | 2. Runde        |
| 28. | Fabio Fognini          | 2. Runde        |
| 29. | Nick Kyrgios           | 3. Runde        |
| 30. | Adrian Mannarino       | 1. Runde        |
| 31. | Viktor Troicki         | 2. Runde        |
| 32. | Fernando Verdasco      | 2. Runde        |

## Dameneinzel
Setzliste
| Nr. | Spielerin            | Erreichte Runde |
| --- | -------------------- | --------------- |
| 01. | Serena Williams      | Sieg            |
| 02. | Marija Scharapowa    | Achtelfinale    |
| 03. | Simona Halep         | 2. Runde        |
| 04. | Petra Kvitová        | Achtelfinale    |
| 05. | Caroline Wozniacki   | 2. Runde        |
| 06. | Eugenie Bouchard     | 1. Runde        |
| 07. | Ana Ivanović         | Halbfinale      |
| 08. | Carla Suárez Navarro | 3. Runde        |
| 09. | Jekaterina Makarowa  | Achtelfinale    |
| 10. | Andrea Petković      | 3. Runde        |
| 11. | Angelique Kerber     | 3. Runde        |
| 12. | Karolína Plíšková    | 2. Runde        |
| 13. | Lucie Šafářová       | Finale          |
| 14. | Agnieszka Radwańska  | 1. Runde        |
| 15. | Venus Williams       | 1. Runde        |
| 16. | Madison Keys         | 3. Runde        |

| Nr. | Spielerin          | Erreichte Runde |
| --- | ------------------ | --------------- |
| 17. | Sara Errani        | Viertelfinale   |
| 18. | Swetlana Kusnezowa | 2. Runde        |
| 19. | Elina Switolina    | Viertelfinale   |
| 20. | Sabine Lisicki     | 3. Runde        |
| 21. | Garbiñe Muguruza   | Viertelfinale   |
| 22. | Barbora Strýcová   | 1. Runde        |
| 23. | Timea Bacsinszky   | Halbfinale      |
| 24. | Peng Shuai         | 1. Runde        |
| 25. | Jelena Janković    | 1. Runde        |
| 26. | Samantha Stosur    | 3. Runde        |
| 27. | Wiktoryja Asaranka | 3. Runde        |
| 28. | Flavia Pennetta    | Achtelfinale    |
| 29. | Alizé Cornet       | Achtelfinale    |
| 30. | Irina-Camelia Begu | 3. Runde        |
| 31. | Caroline Garcia    | 1. Runde        |
| 32. | Sarina Dijas       | 2. Runde        |

## Herrendoppel
Setzliste
| Nr. | Paarung                         | Erreichte Runde |
| --- | ------------------------------- | --------------- |
| 01. | Bob Bryan Mike Bryan            | Finale          |
| 02. | Vasek Pospisil Jack Sock        | Viertelfinale   |
| 03. | Ivan Dodig Marcelo Melo         | Sieg            |
| 04. | Marcel Granollers Marc López    | 1. Runde        |
| 05. | Jean-Julien Rojer Horia Tecău   | Halbfinale      |
| 06. | Simone Bolelli Fabio Fognini    | Halbfinale      |
| 07. | Marcin Matkowski Nenad Zimonjić | Viertelfinale   |
| 08. | Alexander Peya Bruno Soares     | Viertelfinale   |

| Nr. | Paarung                                       | Erreichte Runde |
| --- | --------------------------------------------- | --------------- |
| 09. | Rohan Bopanna Florin Mergea                   | Achtelfinale    |
| 10. | Daniel Nestor Leander Paes                    | Achtelfinale    |
| 11. | Jamie Murray John Peers                       | Achtelfinale    |
| 12. | Pablo Cuevas David Marrero                    | 2. Runde        |
| 13. | Marin Draganja Henri Kontinen                 | 2. Runde        |
| 14. | Pierre-Hugues Herbert Nicolas Mahut           | Achtelfinale    |
| 15. | Guillermo García López Édouard Roger-Vasselin | Achtelfinale    |
| 16. | Juan Sebastián Cabal Robert Farah             | 1. Runde        |

## Damendoppel
Setzliste
| Nr. | Paarung                               | Erreichte Runde |
| --- | ------------------------------------- | --------------- |
| 01. | Martina Hingis Sania Mirza            | Viertelfinale   |
| 02. | Jekaterina Makarowa Jelena Wesnina    | Halbfinale      |
| 03. | Tímea Babos Kristina Mladenovic       | 2. Runde        |
| 04. | Hsieh Su-wei Flavia Pennetta          | Viertelfinale   |
| 05. | Garbiñe Muguruza Carla Suárez Navarro | 1. Runde        |
| 06. | Raquel Kops-Jones Abigail Spears      | 1. Runde        |
| 07. | Bethanie Mattek-Sands Lucie Šafářová  | Sieg            |
| 08. | Caroline Garcia Katarina Srebotnik    | Achtelfinale    |

| Nr. | Paarung                                       | Erreichte Runde |
| --- | --------------------------------------------- | --------------- |
| 09. | Andrea Hlaváčková Lucie Hradecká              | Halbfinale      |
| 10. | Alla Kudrjawzewa Anastassija Pawljutschenkowa | 2. Runde        |
| 11. | Chan Yung-jan Zheng Jie                       | Achtelfinale    |
| 12. | Casey Dellacqua Jaroslawa Schwedowa           | Finale          |
| 13. | Michaëlla Krajicek Barbora Strýcová           | Viertelfinale   |
| 14. | Karin Knapp Roberta Vinci                     | Achtelfinale    |
| 15. | Anastasia Rodionova Arina Rodionova           | Achtelfinale    |
| 16. | Klaudia Jans-Ignacik Andreja Klepač           | 1. Runde        |

## Mixed
Setzliste
| Nr. | Paarung                          | Erreichte Runde |
| --- | -------------------------------- | --------------- |
| 01. | Sania Mirza Bruno Soares         | 1. Runde        |
| 02. | Bethanie Mattek-Sands Mike Bryan | Sieg            |
| 03. | Jelena Wesnina Nenad Zimonjić    | 1. Runde        |
| 04. | Andrea Hlaváčková Marc López     | 1. Runde        |

| Nr. | Paarung                           | Erreichte Runde |
| --- | --------------------------------- | --------------- |
| 05. | Caroline Garcia Bob Bryan         | 1. Runde        |
| 06. | Kristina Mladenovic Daniel Nestor | 2. Runde        |
| 07. | Tímea Babos Alexander Peya        | Viertelfinale   |
| 08. | Martina Hingis Leander Paes       | 2. Runde        |

## Junioreneinzel
Setzliste
| Nr. | Spieler          | Erreichte Runde |
| --- | ---------------- | --------------- |
| 01. | Orlando Luz      | Achtelfinale    |
| 02. | Taylor Fritz     | Finale          |
| 03. | Hong Seong-chan  | 2. Runde        |
| 04. | Corentin Denolly | Halbfinale      |
| 05. | Viktor Durasovic | 2. Runde        |
| 06. | Michael Mmoh     | Halbfinale      |
| 07. | Akira Santillan  | 1. Runde        |
| 08. | Chung Yun-seong  | Achtelfinale    |

| Nr. | Spieler            | Erreichte Runde |
| --- | ------------------ | --------------- |
| 09. | William Blumberg   | 1. Runde        |
| 10. | Tomás Barrios Vera | Viertelfinale   |
| 11. | Lý Hoàng Nam       | Achtelfinale    |
| 12. | Théo Fournerie     | Achtelfinale    |
| 13. | Tommy Paul         | Sieg            |
| 14. | Mikael Ymer        | 2. Runde        |
| 15. | Casper Ruud        | Achtelfinale    |
| 16. | Stefanos Tsitsipas | Achtelfinale    |

## Juniorinneneinzel
Setzliste
| Nr. | Spielerin                    | Erreichte Runde |
| --- | ---------------------------- | --------------- |
| 01. | Markéta Vondroušová          | Halbfinale      |
| 02. | Xu Shilin                    | 1. Runde        |
| 03. | Katerina Stewart             | Viertelfinale   |
| 04. | Catherine Bellis             | Halbfinale      |
| 05. | Dalma Gálfi                  | 2. Runde        |
| 06. | Charlotte Robillard-Millette | Achtelfinale    |
| 07. | Usue Maitane Arconada        | 2. Runde        |
| 08. | Katie Swan                   | Achtelfinale    |

| Nr. | Spielerin            | Erreichte Runde |
| --- | -------------------- | --------------- |
| 09. | Elena-Gabriela Ruse  | 2. Runde        |
| 10. | Tereza Mihalíková    | 1. Runde        |
| 11. | Sofia Kenin          | 1. Runde        |
| 12. | Paula Badosa Gibert  | Sieg            |
| 13. | Miriam Kolodziejová  | Achtelfinale    |
| 14. | Anna Blinkowa        | Achtelfinale    |
| 15. | Julieta Lara Estable | 2. Runde        |
| 16. | Anna Kalinskaja      | Finale          |

## Juniorendoppel
Setzliste
| Nr. | Paarung                         | Erreichte Runde |
| --- | ------------------------------- | --------------- |
| 01. | Taylor Fritz Orlando Luz        | Viertelfinale   |
| 02. | Chung Yun-seong Hong Seong-chan | 1. Runde        |
| 03. | Michael Mmoh Akira Santillan    | Viertelfinale   |
| 04. | William Blumberg Tommy Paul     | Finale          |

| Nr. | Paarung                              | Erreichte Runde |
| --- | ------------------------------------ | --------------- |
| 05. | Miomir Kecmanović Casper Ruud        | 1. Runde        |
| 06. | Tomás Barrios Vera Andrea Pellegrino | Achtelfinale    |
| 07. | Alexander Bublik Mikael Ymer         | Achtelfinale    |
| 08. | Joʻrabek Karimov Manuel Peña López   | 1. Runde        |

## Juniorinnendoppel
Setzliste
| Nr. | Paarung                                      | Erreichte Runde |
| --- | -------------------------------------------- | --------------- |
| 01. | Miriam Kolodziejová Markéta Vondroušová      | Sieg            |
| 02. | Sofia Kenin Katie Swan                       | Viertelfinale   |
| 03. | Dalma Gálfi Fanny Stollár                    | Viertelfinale   |
| 04. | Michaela Gordon Charlotte Robillard-Millette | Achtelfinale    |

| Nr. | Paarung                               | Erreichte Runde |
| --- | ------------------------------------- | --------------- |
| 05. | Usue Maitane Arconada Nadia Podoroska | Halbfinale      |
| 06. | Caroline Dolehide Katerina Stewart    | Finale          |
| 07. | Pranjala Yadlapalli Zheng Wushuang    | Viertelfinale   |
| 08. | Anna Kalinskaja Alexandra Pospelowa   | 1. Runde        |

## Herreneinzel-Rollstuhl
Setzliste
| Nr. | Spieler         | Erreichte Runde |
| --- | --------------- | --------------- |
| 01. | Shingo Kunieda  | Sieg            |
| 02. | Stéphane Houdet | Finale          |

## Dameneinzel-Rollstuhl
Setzliste
| Nr. | Spielerin       | Erreichte Runde |
| --- | --------------- | --------------- |
| 01. | Yui Kamiji      | Halbfinale      |
| 02. | Jiske Griffioen | Sieg            |

## Herrendoppel-Rollstuhl
Setzliste
| Nr. | Paarung                        | Erreichte Runde |
| --- | ------------------------------ | --------------- |
| 01. | Joachim Gérard Stéphane Houdet | Halbfinale      |
| 02. | Shingo Kunieda Gordon Reid     | Sieg            |

## Damendoppel-Rollstuhl
Setzliste
| Nr. | Paarung                        | Erreichte Runde |
| --- | ------------------------------ | --------------- |
| 01. | Yui Kamiji Jordanne Whiley     | Finale          |
| 02. | Jiske Griffioen Aniek van Koot | Sieg            |